# Cébriot
Le Cébriot est un ruisseau qui coule dans le département français du Doubs, en région Bourgogne-Franche-Comté. C'est un affluent gauche du Doubs, donc un sous-affluent du Rhône par la Saône. 

## Géographie
Le Cébriot prend sa source dans la commune de Châtelblanc à 996 mètres d’altitude et s’écoule en direction du nord-est jusqu'à l'entrée du village de Mouthe où il est rejoint, en rive droite, par le ruisseau du Cul du Bief. Après 8,46 km, il se jette dans le Doubs, en rive gauche, dans le village de Mouthe, à 933 m d'altitude.

### Communes et cantons traversés
Dans le seul département du Doubs, le Cébriot traverse les quatre communes suivantes, de l'amont vers l'aval : Châtelblanc (source), Chaux-Neuve, Petite-Chaux et Mouthe (confluence).
Soit en termes de cantons, le Cébriot prend source et conflue dans le même canton de Frasne, dans l'arrondissement de Pontarlier, et dans la Communauté de communes des Lacs et Montagnes du Haut-Doubs.

### Bassin versant
Le Cébriot traverse une seule zone hydrographique, « le Doubs de sa source au Bief Rouge » (U200),,.

### Organisme gestionnaire
L'organisme gestionnaire est l'EPTB Saône et Doubs.

## Affluents

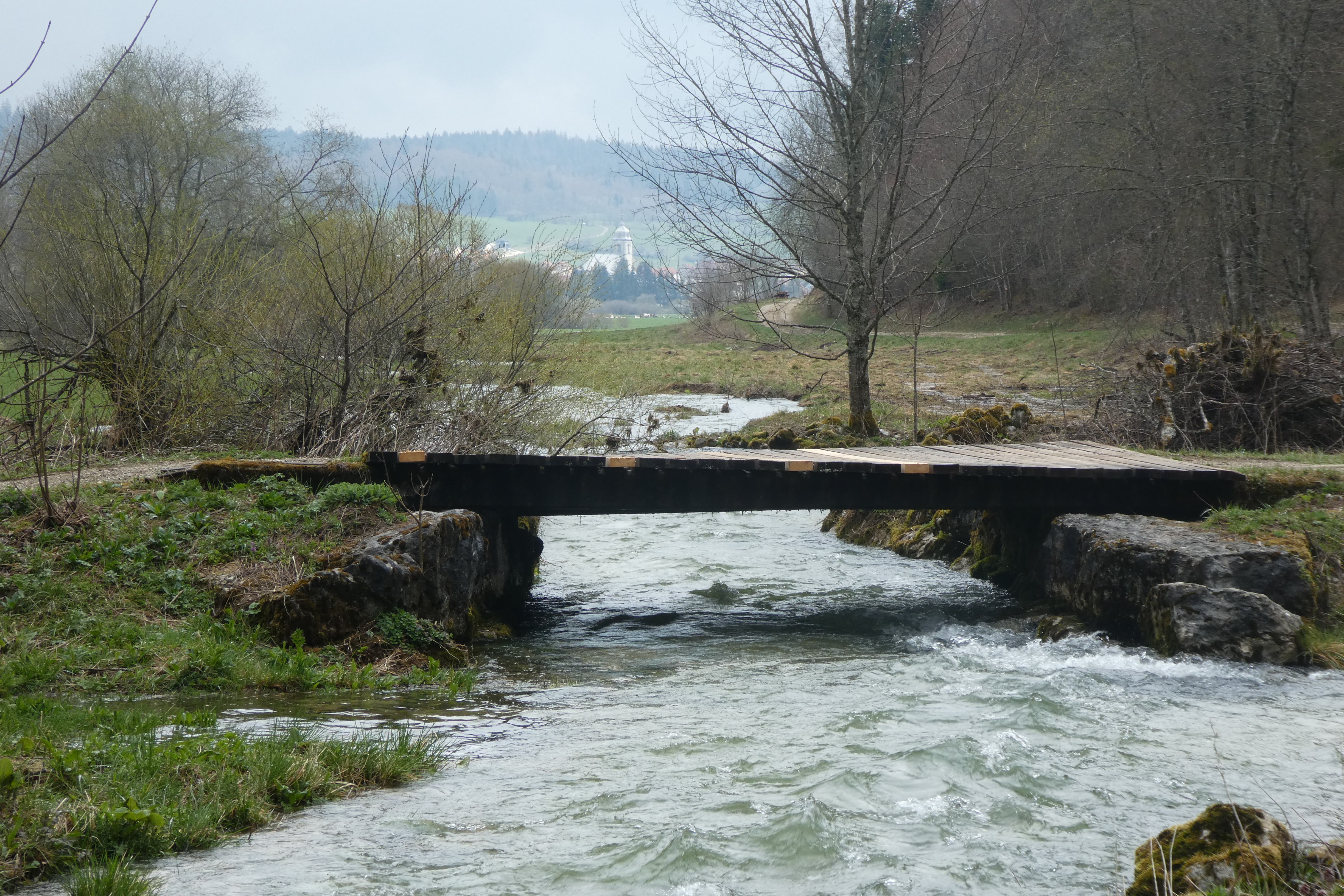
Le Cul du Bief à Mouthe.

Le Cébriot a un affluent référencé :
- le ruisseau Le Cul du Bief (rd), 2 km, sur la  commune de Mouthe[6].

### Rang de Strahler
Le rang de Strahler du Cébriot est donc de deux.

## Hydrologie
Le Cébriot présente des fluctuations saisonnières de débit assez marquées.